# Darnétal
Darnétal és un municipi francès situat al departament del Sena Marítim i a la regió de Normandia. L'any 2007 tenia 9.429 habitants.

## Demografia

### Població
El 2007 la població de fet de Darnétal era de 9.429 persones. Hi havia 3.949 famílies de les quals 1.453 eren unipersonals (536 homes vivint sols i 917 dones vivint soles), 836 parelles sense fills, 1.080 parelles amb fills i 580 famílies monoparentals amb fills.
La població ha evolucionat segons el següent gràfic:
Habitants censats

### Habitatges
El 2007 hi havia 4.302 habitatges, 4.055 eren l'habitatge principal de la família, 3 eren segones residències i 244 estaven desocupats. 1.778 eren cases i 2.502 eren apartaments. Dels 4.055 habitatges principals, 1.391 estaven ocupats pels seus propietaris, 2.617 estaven llogats i ocupats pels llogaters i 47 estaven cedits a títol gratuït; 226 tenien una cambra, 478 en tenien dues, 1.106 en tenien tres, 1.285 en tenien quatre i 960 en tenien cinc o més. 1.746 habitatges disposaven pel capbaix d'una plaça de pàrquing. A 2.064 habitatges hi havia un automòbil i a 858 n'hi havia dos o més.

### Piràmide de població
La piràmide de població per edats i sexe el 2009 era:
| Homes | Edats   | Dones |
| ----- | ------- | ----- |
| 4     | 95 o +  | 32    |
| 20    | 90 a 94 | 88    |
| 52    | 85 a 89 | 128   |
| 56    | 80 a 84 | 100   |
| 116   | 75 a 79 | 208   |
| 100   | 70 a 74 | 180   |
| 128   | 65 a 69 | 240   |
| 208   | 60 a 64 | 212   |
| 184   | 55 a 59 | 172   |
| 256   | 50 a 54 | 300   |
| 232   | 45 a 49 | 272   |
| 352   | 40 a 44 | 332   |
| 348   | 35 a 39 | 372   |
| 376   | 30 a 34 | 372   |
| 380   | 25 a 29 | 364   |
| 265   | 20 a 24 | 344   |
| 308   | 15 a 19 | 277   |
| 277   | 10 a 14 | 304   |
| 316   | 5 a 9   | 364   |
| 316   | 0 a 4   | 248   |

## Economia
El 2007 la població en edat de treballar era de 5.990 persones, 4.348 eren actives i 1.642 eren inactives. De les 4.348 persones actives 3.771 estaven ocupades (1.911 homes i 1.860 dones) i 577 estaven aturades (278 homes i 299 dones). De les 1.642 persones inactives 419 estaven jubilades, 619 estaven estudiant i 604 estaven classificades com a «altres inactius».

### Ingressos
El 2009 a Darnétal hi havia 4.021 unitats fiscals que integraven 9.257,5 persones, la mediana anual d'ingressos fiscals per persona era de 15.222 €.

### Activitats econòmiques
Dels 369 establiments que hi havia el 2007, 3 eren d'empreses extractives, 7 d'empreses alimentàries, 5 d'empreses de fabricació de material elèctric, 25 d'empreses de fabricació d'altres productes industrials, 51 d'empreses de construcció, 87 d'empreses de comerç i reparació d'automòbils, 11 d'empreses de transport, 24 d'empreses d'hostatgeria i restauració, 5 d'empreses d'informació i comunicació, 17 d'empreses financeres, 10 d'empreses immobiliàries, 41 d'empreses de serveis, 50 d'entitats de l'administració pública i 33 d'empreses classificades com a «altres activitats de serveis».
Dels 109 establiments de servei als particulars que hi havia el 2009, 1 era una comissaria de policia, 1 oficina de correu, 5 oficines bancàries, 2 funeràries, 8 tallers de reparació d'automòbils i de material agrícola, 2 tallers d'inspecció tècnica de vehicles, 1 establiment de lloguer de cotxes, 2 autoescoles, 5 paletes, 10 guixaires pintors, 10 fusteries, 13 lampisteries, 8 electricistes, 1 empresa de construcció, 12 perruqueries, 2 veterinaris, 15 restaurants, 5 agències immobiliàries, 3 tintoreries i 3 salons de bellesa.
Dels 35 establiments comercials que hi havia el 2009, 2 eren supermercats, 2 botiges de menys de 120 m², 6 fleques, 5 carnisseries, 1 una botiga de congelats, 1 una peixateria, 4 botigues de roba, 1 una botiga d'equipament de la llar, 2 botigues d'electrodomèstics, 2 botigues de material esportiu, 2 drogueries, 1 un drogueria, 1 una perfumeria i 5 floristeries.
L'any 2000 a Darnétal hi havia 3 explotacions agrícoles.

## Equipaments sanitaris i escolars
El 2009 hi havia 1 hospital de tractaments de mitja durada (seguiment i rehabilitació), 3 psiquiàtrics, 4 farmàcies i 1 ambulància.
El 2009 hi havia 4 escoles maternals i 5 escoles elementals. Darnétal disposava de 2 col·legis d'educació secundària amb 904 alumnes.
Darnétal disposava d'un centre de formació no universitària superior.

## Poblacions més properes
El següent diagrama mostra les poblacions més properes.